# Zija Dizdarević
Zija Dizdarević (Vitina, 1916. február 18. – Jasenovaci koncentrációs tábor, 1942. tavasza) bosnyák és jugoszláv író volt, aki az usztasa terror áldozataként halt meg 1942 elején.

## Élete és pályafutása
Egy kis hercegovinai faluban, a Ljubuški melletti Vitinában született, Šefkija és Selima Dizdarević bosnyák szülőktől. Születése után néhány évvel a család Fojnicára költözött, ahol gyermekkorát töltötte. A fojnicai általános iskola elvégzése után 1926-ban beiratkozott a szarajevói Alsó Saría Gimnáziumba, amelyet 1930-ban végzett el. Egy évvel később a szarajevói tanárképző iskolába lépett, és 1936-ban kitűnő eredménnyel végzett.
Már középiskolásként is aktivistaként tevékenykedett, részt vesz a diáksztrájkokban, és ez a lázadó karakter hamar kiváltotta a rezsim ellenszenvét, mely a gyakori rendőri megfigyelés formájában nyilvánult meg. Ebben az időszakban publikálta első irodalmi műveit is: „Halucinacije i Zapisi bolesnog čovjeka” (Hallucinációk és egy beteg ember feljegyzései, 1935), ami tagadhatatlan tehetségére utal. Rendszerellenes politikai tevékenysége miatt nem tudott tanárként elhelyezkedni, ezért 1937-ben beiratkozott a Belgrádi Egyetem Filozófiai Karának pedagógia és pszichológia szakára. Diákkorában a „Politika” című napilap számára írt történetekkel, valamint magánórákkal és bárokban való hegedüléssel tartotta fenn magát. Ebben az időszakban számos novellát és művet publikált a Putokazban, a Pregledben és a Politicában.
Betegsége sem akadályozta meg abban, hogy legálisan és illegálisan bekapcsolódjon számos diákszervezet munkájába. Egyetemi beiratkozása után azonnal a Jugoszláv Kommunista Párt tagja lett. Diákkorától fogva szoros barátság fűzte Branko Ćopić bosnyák íróhoz, aki egyik legjobb művét, a Mályvaszínű kertet Ziának ajánlotta. A második világháború első évében illegalitásban tevékenykedett Fojnicán és Szarajevóban. 1942 tavaszán, egy nappal azelőtt, hogy csatlakozott volna a partizánokhoz Szarajevóban letartóztatták, és a jasenovaci koncentrációs táborba szállították, ahol azonnal megölték.

## Irodalmi munkássága
Dizdarević novelláiban kisemberek tragikus sorsát írta le, amit nagyon érzelmesen élt meg. Leírta a kisvárosi életet (kasaba), egy hétköznapi ember szenvedését, valamint az ember fáradságos nevelését. Soha nem nevezte meg a cselekmény helyszínét, ami műveit egyetemlegessé teszi, bár feltételezhető, hogy művei inkább a városokhoz (Fojnica, Visoko, Kiseljak, Zenica és Kreševo vagy más kapcsolódó városok) kötődnek.

### Halála után kiadott művei
- Pripovijetke (Svjetlost, Sarajevo, 1948)
- Prosanjane jeseni (Džepna knjiga, Sarajevo, 1959)
- Sabrana djela (Svjetlost, Sarajevo, 1968)
- Blago u duvaru (Zadrugar, Sarajevo, 1983). E mű alapján 1975-ben azonos néven egy tévéfilmet is készítettek.

## Emlékezete
„Találkozás Zija Dizdarevićcsel” címmel rendezik meg minden évben Fojnicán azt az irodalmi és kulturális seregszemlét, melyet annak a bosznia-hercegovinai írónak az emlékére szenteltek, aki novelláiban leginkább a két világháború közötti időszak Fojnicát és népét írta le. 

## Fordítás
Ez a szócikk részben vagy egészben  a   Zija Dizdarević című bosnyák Wikipédia-szócikk ezen változatának fordításán alapul.  Az eredeti cikk szerkesztőit annak laptörténete sorolja fel. Ez a jelzés csupán a megfogalmazás eredetét és a szerzői jogokat jelzi, nem szolgál a cikkben szereplő információk forrásmegjelöléseként.